# Sagon
Sagon est l'un des quatre arrondissements de la commune de Ouinhi dans le département du Zou au centre du Bénin.

## Géographie

### Localisation
Sagon est situé au Nord de la commune de Ouinhi.
|             | Kpédékpo |            |
| Dovi-centre | Sagon    | Adja-Ouèrè |
|             | Ouinhi   |            |

### Administration
Sur les 40 villages et quartiers de ville que compte la commune de Ouinhi, l'arrondissement de Sagon en groupe 10 villages que sont: 
L'arrondissement de Sagon est une subdivision administrative béninoise.
Dans le cadre de la décentralisation au Bénin, il devient officiellement un arrondissement de la commune de Ouinhi, le 27 mai 2013, après la délibération et adoption par l'Assemblée nationale du Bénin. Ceci se déroule lors de la séance du 15 février 2013 de la loi N° 2013-O5 du 15/02/2013 portant création, organisation, attributions et fonctionnement des unités administratives locales en République du Bénin

## Démographie
Selon le recensement de la population de 2013 conduit par l'Institut national de la statistique et de l'analyse économique (INSAE), Sagon compte 2884 ménages avec 17 414 habitants,.
| Indicateur           | 2013  |
| -------------------- | ----- |
| Nombre de ménages    | 2884  |
| Population masculine | 8574  |
| Population féminine  | 8840  |
| Population totale    | 17414 |

La population est composée de plusieurs ethnies et groupes socioculturels. Il s'agit notamment des Fon et Mahi, qui forment les groupes dominants. On y rencontre également quelques immigrants comme les Yoruba, Hollis ainsi que les Nagos.